# Округ Линколн (Мејн)
Округ Линколн (енгл. Lincoln County) је округ у америчкој савезној држави Мејн.

## Демографија
По попису из 2010. године број становника је 34.457, што је 841 (2,5%) становника више него 2000. године.
| Група             | 2000.          | 2010.          |
| Белци             | 32.986 (98,1%) | 33.437 (97,0%) |
| Афроамериканци    | 57 (0,2%)      | 109 (0,3%)     |
| Азијати           | 124 (0,4%)     | 186 (0,5%)     |
| Хиспаноамериканци | 155 (0,5%)     | 287 (0,8%)     |
| Укупно            | 33.616         | 34.457         |